# Туси (наркотик)
Туси (также пишется как tussi, tuci или tucibi) — рекреационный наркотик, содержащий смесь различных психоактивных веществ, чаще всего встречающийся в виде окрашенного в розовый цвет порошка, известного как розовый кокаин. Считается, что он возник в Латинской Америке, а именно в Колумбии, примерно в 2018 году. Кетамин и МДМА являются наиболее распространенными ингредиентами, хотя также встречаются кокаин, метамфетамин, оксикодон, кофеин, катиноны и другие дизайнерские наркотики. Туси не имеет фиксированной формулы.
Включение розовых красителей является элементом, который призван привлечь потребителей, особенно молодежь, предлагая яркий визуальный аспект, напоминающий что-то «привлекательное» или «праздничное».
Хотя название «туси» фонетически похоже на «2С», туси не является тем же психоактивным веществом, что 2C-B или, в более широком смысле, семейство 2С . По данным Управления ООН по наркотикам и преступности, по состоянию на 2022 год в большинстве случаев Туси не содержал 2C-B. Возможно, препарат получил такое название из-за того, что его действие в общих чертах схоже с действием психоделика 2C-B.